# Campeonato Gaúcho 1950
In 1950 werd het 30ste Campeonato Gaúcho gespeeld voor voetbalclubs uit de Braziliaanse staat Rio Grande do Sul. Er werden regionale competities gespeeld en de kampioenen ontmoetten elkaar in de finaleronde die gespeeld werd van 10 tot 17 januari 1951. Internacional werd kampioen. 

## Eindstand
| Plaats | Club              | Wed. | W | G | V | Saldo | Ptn. |
| ------ | ----------------- | ---- | - | - | - | ----- | ---- |
| 1.     | Internacional     | 3    | 2 | 1 | 0 | 6:2   | 5    |
| 2.     | Floriano          | 3    | 2 | 0 | 1 | 5:4   | 4    |
| 3.     | Brasil de Pelotas | 3    | 1 | 0 | 2 | 3:3   | 2    |
| 4.     | Uruguaiana        | 3    | 0 | 1 | 2 | 1:6   | 1    |

## Kampioen
| Campeonato Gaúcho de 1950          |
| Porto Alegre                       |
| ---------------------------------- |
| INTERNACIONAL Kampioen (11° titel) |